# Batrachoseps attenuatus
Espèce
Synonymes
- Salamandrina attenuata Eschscholtz, 1833
- Batrachoseps caudatus Cope, 1889

Statut de conservation UICN

 LC  : Préoccupation mineure
Batrachoseps attenuatus est une espèce d'urodèles de la famille des Plethodontidae.

## Répartition
Cette espèce est endémique de la côte Ouest des États-Unis. Elle se rencontre dans la pointe Sud-Ouest de l'Oregon et dans la moitié Nord de la Californie. Elle est présente jusqu'à 1 000 m d'altitude.

## Description

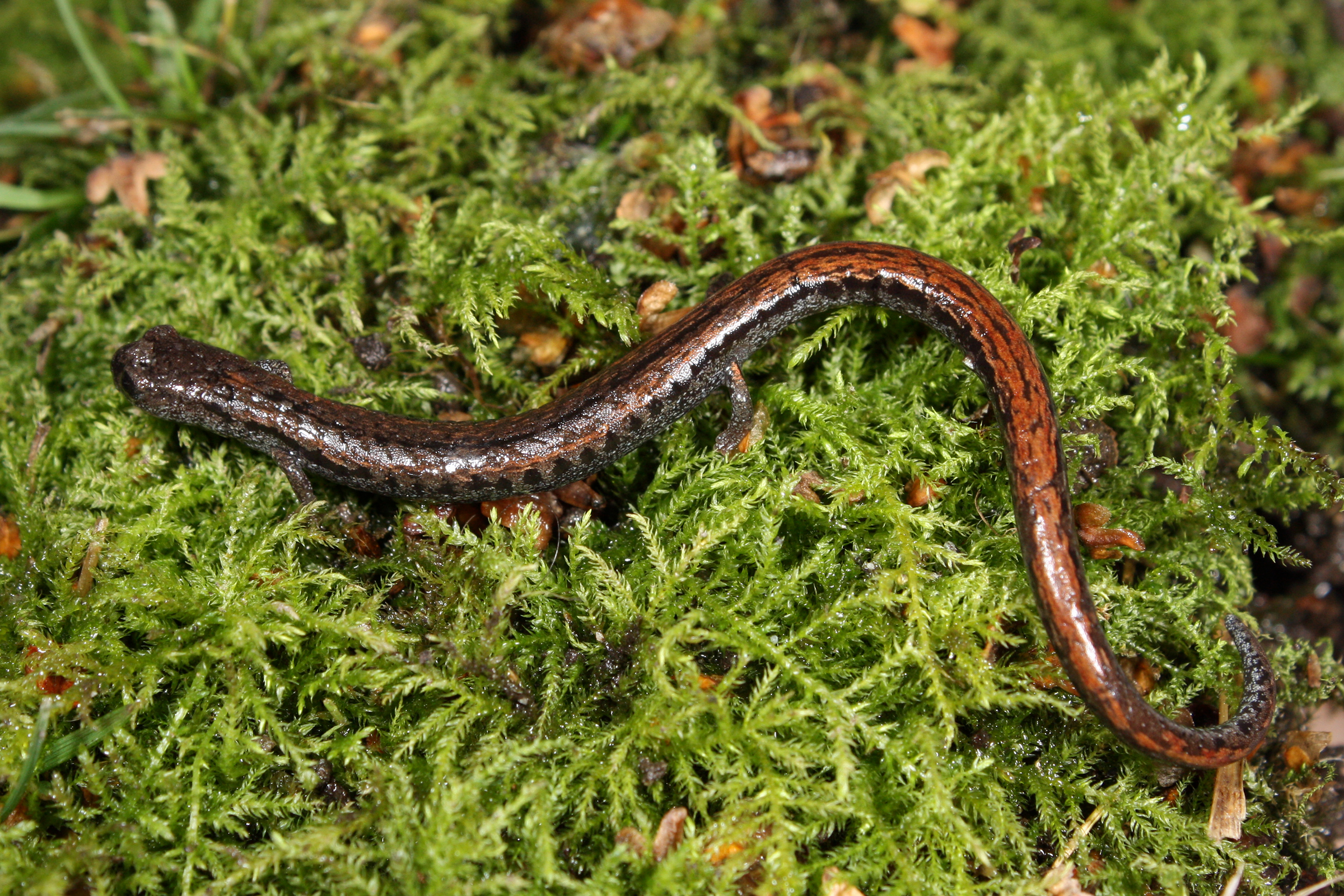
Batrachoseps attenuatus

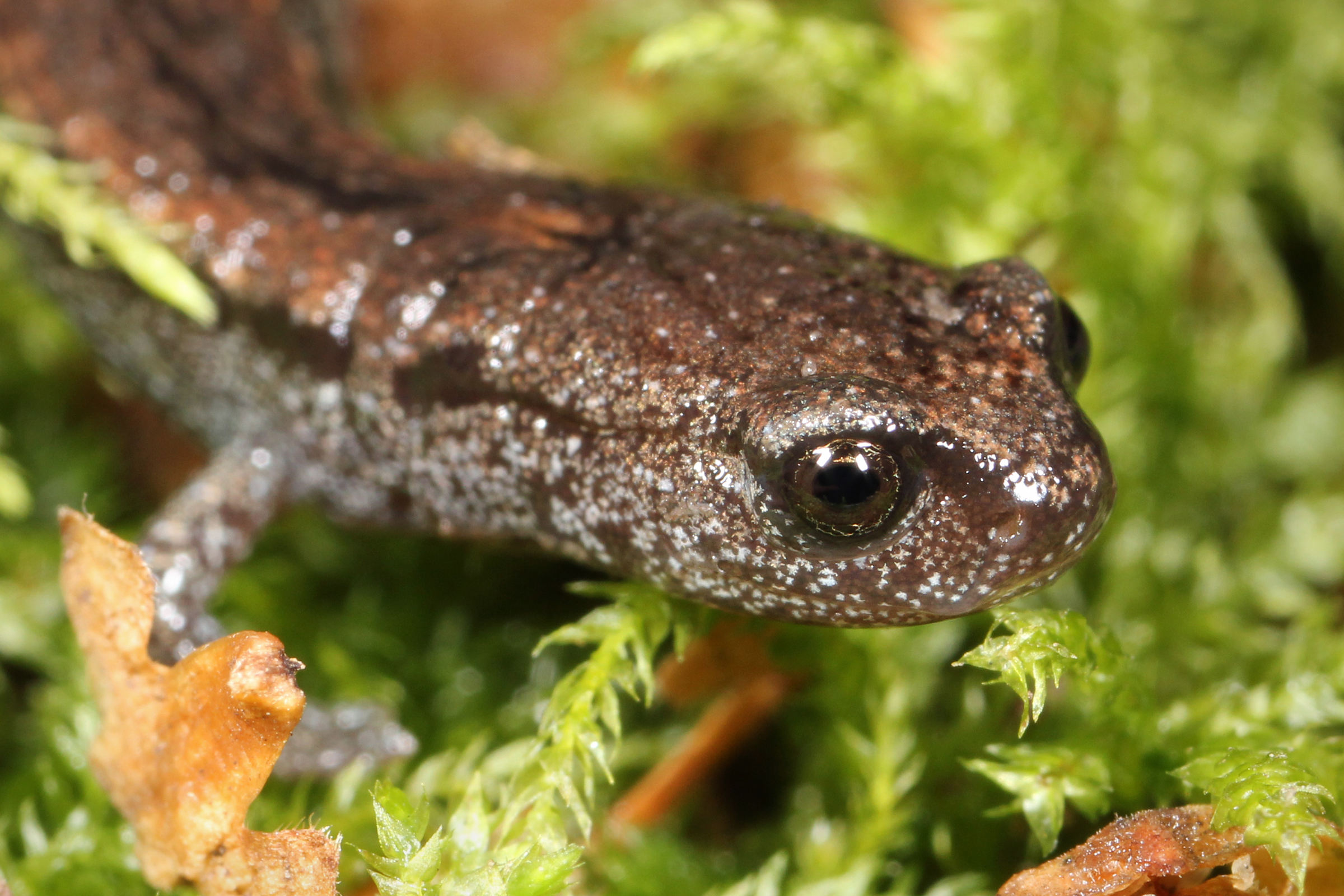
Batrachoseps attenuatus

Batrachoseps attenuatus mesure en général de 32 à 52 mm, les mâles restant plus petits que les femelles. Le taille maximale observée est de 59 mm. Son dos est brun terne ou brun rougeâtre. Son espérance de vie est de 8 à 10 ans, sa maturité sexuelle est atteinte entre 2 et 4 ans.

## Taxinomie
Batrachoseps caudatus a été placée en synonymie avec Batrachoseps attenuatus par Wake, Jockusch et Papenfuss en 1998.
Pour Highton ce nom recouvre 39 espèces cryptiques.

## Publication originale
- Eschscholtz, 1833 :  Zoologischer Atlas, enthaltend Abbildungen und Beschreibungen neuer Thierarten, während des Flottcapitains von Kotzebue zweiter Reise um die Welt, auf Russisch-Kaiserlich Kriegsschupp Predpriaetië in den Jahren 1823-1826 (texte intégral).